# Lifted (Naughty Boy)
Lifted is een nummer van de Britse producer Naughty Boy uit 2013, ingezongen door de Schotse zangeres Emeli Sandé. Het is de derde single van Naughty Boy's debuutalbum Hotel Cabana. Naast de originele versie, bestaat er ook een versie van het nummer waarin een rap van de Britse rapper Professor Green te horen is.
"Lifted" werd een hit op de Britse eilanden, Polen en Tsjechië. In het Verenigd Koninkrijk haalde het nummer de 8e positie. In de Nederlandse Top 40 haalde het een bescheiden 29e notering. In Vlaanderen moest het nummer het doen met een 9e plek in de Tipparade.